# Dusona rotunda
Dusona rotunda là một loài tò vò trong họ Ichneumonidae.